# На развалинах рая
«На развалинах рая» (нем. Auf den Trümmern des Paradieses) — немой немецкий приключенческий фильм 1920 года режиссёра Йозефа Штайна.
По состоянию на 2021 год фильм считается утерянным.

## В ролях
| Актёр           | Роль                               |
| --------------- | ---------------------------------- |
| Карл де Фогт    | Кара Бен Немси/Абдул Малик         |
| Майнхарт Маур   | Хаджи Халеф Омар/Садук             |
| Густав Кирчберг | Хасан Ардшир Мирза/Хусейн Мохаммед |
| Дора Герсон     | Яна Арджир Мирза                   |
| Клэр Лотто      | Бенда Арджир Мирза                 |
| Тронье Фундер   | Селим Ага                          |
| Эрвин Барон     | Омрам / Йезид Абу Суфьян           |
| Беате Хервиг    | Хафса                              |
| Фред Бергер     | Обидулла                           |
| Анна фон Пален  | Мара Дуриме                        |
| Курт Брай       | пианист                            |
| Хельга Холл     | роль неизвестна                    |
| Бела Лугоши     | роль неизвестна                    |

## Производство
Фриц Кневельс создал компанию Ustad-Film специально для экранизаций историй своего любимого писателя Карла Мая. Даже название для компании Ustad Кневельс взял в честь персонажа с таким именем из четырёхтомника Мая «Царство серебряного льва», опубликованном между 1898 и 1903 годами. Ещё одним из основателей компании была Мари Луиза Друп, она была знакома с Карлом Маем, который даже посвятил ей свою повесть «Мерхаме» в 1909 году. Вместе со своим мужем доктором Адольфом Друпом она возглавила Ассоциацию Карла Мая.
В марте 1920 года журнал Der Kinematograph сообщил: «Ustad Film Dr. Droop & Company, Ltd. была уполномочена стать единственной кинокомпанией, которая будет заниматься фильмами по произведениям Карла Мая». В июне того же года Ustad Film уже нацелившись на международный рынок, распространила брошюру на трёх языках, в которой анонсировались первые пять фильмов про произведениям Карла Мая: «Караван смерти», «Среди поклонников дьявола», «На развалинах рая» и «Из племени проклятых». Первым начали снимать фильм «На развалинах рая». Der Kinematograph писал, что в фильме с эпическим размахом будет представлена история ислама, вплоть до убийство Хусейна, последнего внука Мухаммеда. Журнал также сообщил, что Тронье Фундер из Королевского театра в Копенгагене будет играть «несчастного халифа, который умирает от жажды вместе со своей свитой в нескольких шагах от реки Евфрат». А сюжет фильма частично разворачивается на руинах Вавилонской башни. Главные роли же в фильме исполнили Карл де Фогт и Майнхарт Маур, которые сыграли сразу по две роли. Главную женскую роль сыграла Клэр Лотто, которая до этого уже снималась вместе с Белой Лугоши в фильме «99» (1918). Участие Лугоши было отмечено в прессе только один раз, и его роль неизвестна.
Фильм был снят в течение лета 1920 года. Съёмки закончились к 25 июля 1920 года, возможно даже немного раньше. Фильм «На развалинах рая» был показан в Дрездене в октябре 1920 года, а премьера в Берлине состоялась 5 ноября.
По состоянию на 2021 год фильм считается утраченным, до наших дней не сохранился и сценарий фильма, о его сюжете можно судить только по некоторым рецензиям критиков того времени и по сюжету романа на основе которого снят фильм.

## Критика
Один из критиков писал, что «весь актёрский состав с неподдельным энтузиазмом вживается в свои роли». Критик отмечал: «Сразу видно, что красочный, авантюрный романтизм дается актёрам естественно». Карл де Фогт весьма колоритен в своём декоративном восточном костюме, а Майнхарт Маур даже в условиях сильнейшей жары живо справляется со своей ролью в «необычайно подлинном костюме, увешанном оружием». Журнал Der Kinematograph в своей рецензии отмечал «прекрасную чёткую съёмку, а также пейзажные сцены», руины в Евфрате и берега реки хорошо выполнены и хорошо создают иллюзию погружения в фильм. А вот действительно напряжённого сюжета по мнению рецензента фильму не достаёт, он часто прерывается на сон героя и рассказывает историю персидского принца, более второстепенный сюжет.
Другие рецензенты также похвалили актёрскую игру и места действия, но при этом высказали сомнения по поводу сюжетной линии.